# Susanna Burghartz
Susanna Burghartz (* 1956 in Essen) ist eine deutsch-schweizerische Historikerin.

## Leben
Die Eltern von Susanna Burghartz waren der deutsche Architekt Ernst Burghartz (1921–2008) und die schweizerische Wirtschaftswissenschaftlerin Susanna Preiswerk (1914–2006). Nach dem Abitur 1975 in Essen studierte Burghartz von 1976 bis 1983 Geschichte, Philosophie, Wirtschaftswissenschaften und Historische Hilfswissenschaften an den Universitäten Freiburg im Breisgau, Bonn und Basel. Sie war von 1983 bis 1992 Assistentin für mittelalterliche Geschichte an der Universität Basel bei František Graus und Achatz von Müller. 1988 promovierte sie mit einer Arbeit über Kriminalität im spätmittelalterlichen Zürich. Ab 1990 hatte sie Lehraufträge für Geschichte der Frühen Neuzeit an verschiedenen Universitäten. 1997 habilitierte sie sich mit einer Studie über Ehe und Sexualität im Basel der Frühen Neuzeit. Im Jahr 2000 erhielt sie eine Forschungsprofessur des Schweizerischen Nationalfonds. Sie ist seit 2005 ordentliche Professorin für Geschichte des Spätmittelalters und der Renaissance an der Universität Basel. Im Juli 2023 wurde sie emeritiert, ihre Forschungstätigkeit endete damit jedoch nicht.
Ihre Forschungsschwerpunkte bilden die Geschichte städtischer Gesellschaften vom 14. bis 16. Jahrhundert, die historische Kriminalitätsforschung, die Frauen- und Geschlechtergeschichte, die europäische Expansions- und Verflechtungsgeschichte, die Geschichte von Wahrnehmung und Repräsentation sowie die Schweizergeschichte.
2023 wurde sie zum Mitglied der Academia Europaea gewählt.

## Schriften (Auswahl)
- Leib, Ehre und Gut. Delinquenz in Zürich Ende des 14. Jahrhunderts. Chronos, Zürich 1990, ISBN 3-905278-60-X (Zugleich: Dissertation, Universität Basel, 1988).
- Zeiten der Reinheit – Orte der Unzucht. Ehe und Sexualität in Basel während der Frühen Neuzeit. Schöningh, Paderborn 1999, ISBN 3-506-71821-5 (Zugleich: Habilitationsschrift, Universität Basel, 1997).
- mit Marcus Sandl, Daniel Sidler (Hrsg.): Aufbrüche, Krisen, Transformationen – zwischen Reformation und Revolution. Basel 1510–1790. Merian, Basel 2024.